# Arnøya
Arnøya o Arnøy és una illa del municipi de Skjervøy, comtat de Troms, Noruega. La seva superfície és de 276 quilòmetres quadrats. El bec més alt és de 1.168 metres d'altura; la muntanya Arnøyhøgda. Arnøya és la quinzena illa més gran de Noruega. Hi ha connexions regulars de transbordadors a Laukøya i Kagen en aquesta illa, però no hi ha connexions per carretera amb l'illa. A la costa sud de l'illa s'hi situa una església.
Els pobles d'Årviksand, Arnøyhamn, Akkarvik i Lauksletta es troben a l'illa. Els illots de Laukøya i Skjervøya es troben a l'est, l'illa de Kågen es troba al sud-est, i l'illa de Vannøya es troba a l'oest. L'Ullsfjorden es troba a l'oest, el Lyngenfjorden es troba al sud, el fiord de Kvænangen es troba a l'est i el Mar de Noruega es troba al nord.
Els Alps de Lyngen són popular entre els esquiadors extrems i l'illa també s'està convertint en una destinació d'esquí popular. Fotos i informació històrica de l'illa es presenten a la pàgina principal de l'illa.